# Соса, Рубен
Рубе́н Со́са Арсаи́с (исп. Rubén Sosa Arzaiz; род. 25 апреля 1966, Монтевидео) — уругвайский футболист, выступавший на позиции нападающего. Известен как игрок итальянских клубов «Лацио» и «Интернационале», уругвайского «Насьоналя», а также сборной Уругвая.

## Биография
Соса начал профессиональную карьеру в «Данубио» в возрасте 15 лет, будучи одним из самых молодых футболистов чемпионата Уругвая. Он играл за «дунайцев» с 1982 по 1985 год, а затем перешёл в «Сарагосу». С этим клубом Сосита выиграл Кубок Испании в 1986 году. В финальном матче он забил гол в ворота «Барселоны».
После игры в «Сарагосе» Рубен Соса перешёл в «Лацио», где выступал в течение четырёх лет прежде, чем его продали в «Интернационале». Там наступил расцвет карьеры Принсипито. Он становился лучшим бомбардиром «Интера» в сезонах 1992/93 и 1993/94, выиграл в составе «нерадзурри» Кубок УЕФА в 1994 году. Однако появление в составе «Интера» Денниса Бергкампа летом 1993 года привело к расколам в стане «нерадзурри», и в результате Соса покинул Серию А летом 1995 года.
Рубен Соса провёл один сезон в «Боруссии» из Дортмунда, выиграв чемпионат Германии 1995/96. В следующем году «Боруссия» выиграла Лигу Чемпионов и Межконтинентальный кубок, но к тому моменту Соса уже вернулся в Испанию, где выступал за скромный «Логроньес». Однако там Соса не прижился, после чего, спустя несколько месяцев, принял решение возвратиться на родину.
В Уругвае осуществилась мечта Рубена, он стал игроком своей любимой команды, знаменитого «Насьоналя». В составе «трёхцветных» Соса выиграл чемпионаты Уругвая в 1998, 2000 и 2001 годах, став одним из любимцев «больсос». В общей сложность за «Насьональ» Рубен Соса провёл 158 матчей и забил 43 гола.
В 2002 году Соса решил принять предложение китайского клуба «Шанхай Шэньхуа», в котором провёл целый год. Затем он вернулся в «Насьональ», где постепенно перешёл на тренерскую работу. В качестве ассистента тренера он выиграл первенство Уругвая в 2005 году.
В 2006 году Рубен неожиданно возвратился в большой футбол, сыграв во Втором дивизионе Уругвая за «Расинг» пару матчей. В настоящее время работает помощником тренера в «Насьонале».
С национальной сборной Уругвая Рубен Соса выиграл Кубок Америки в 1987 и 1995 годах. Также Соса сыграл на чемпионате мира 1990 года в Италии.
Соса в качестве игрока прославился яркой игрой и исполнением штрафных ударов. Он был прирождённым форвардом, который мог ударить после подготовки, пробить с лёта, обвести, сделать точную передачу на партнёра. Многие[кто?] специалисты причисляют Рубена Сосу к числу самых выдающихся уругвайских нападающих за последние 30 лет.

## Титулы и достижения
Командные
- Чемпион Уругвая (3): 1998, 2000, 2001
- Победитель Лигильи: 1983
- Обладатель Кубка Испании: 1985/86
- Чемпион Германии: 1995/96
- Обладатель Кубка УЕФА: 1993/94
- Обладатель Кубка Америки (2): 1987, 1995
- Вице-чемпион Кубка Америки: 1989

Личные
- Лучший бомбардир чемпионата Уругвая: 1998
- Лучший бомбардир Кубка Либертадорес: 1999
- Лучший футболист Кубка Америки: 1989